# Beatrice Cenci
Beatrice Cenci, född 6 februari 1577 i Rom, död 11 september 1599 i Rom, var en italiensk patricierdam. 

## Biografi
Beatrice Cenci föddes i Rom som det sjätte av sju barn till Francesco Cenci (1548–1598) och hans första hustru Ersilia Santacroce. Fadern, som föddes utomäktenskapligt och inte legitimerades såsom son förrän 1555, gifte om sig med Lucrezia Petroni 1593; modern hade dött redan 1584. Beatrice och hennes styvmor Lucrezia inspärrades i ett öde palats av fadern Francesco. Han våldförde sig även på dem. Beatrice och Lucrezia samt Beatrices äldste bror Giacomo lejde 1598 en av faderns egna män för att döda denne och slippa hans terror. Mordet var synnerligen brutalt och verkställdes genom en spik i ögat och en i strupen.
Sammansvärjningen avslöjades och de inblandade, utom den yngste brodern Bernardo, dömdes till döden. Han sändes till fängelse efter att varit tvungen att bevittna avrättningarna. De försvarades av den tidens kändaste advokat, Prospero Farinacci. Folket i Rom vädjade till myndigheterna att skona den unga vackra Beatrices liv. Clemens VIII nekade benådning och den 11 september 1599 avrättades hon genom halshuggning vid Ponte Sant'Angelo vid Castel Sant'Angelo. Clemens VIII:s familj konfiskerade sedan deras egendomar.
Beatrice Cenci vilar i kyrkan San Pietro in Montorio på Janiculum i Rom. I den lilla familjekyrkan San Tommaso dei Cenci firas varje år den 11 september en mässa för Beatrice Cencis själ.

## Beatrice Cenci i litteratur och konst
Beatrice Cencis liv har inspirerat till flera verk inom litteratur, konst och musik.
- Beatrice Cenci, en roman av Francesco Domenico Guerrazzi
- Les Cenci (svenska Familjen Cenci), en novella av Stendhal (ingår i Italienska berättelser)
- Percy Bysshe Shelleys versdrama The Cenci: A Tragedy in Five Acts, skriven i Rom och vid Villa Valsovano nära Livorno, maj–5 augusti 1819, publicerad våren 1820 av C. & J. Ollier, London, 1819)
- Beatrix Cenci, en versdrama av Juliusz Słowacki, 1839
- Nemesis, tragedi av Alfred Nobel
- Beatrice Cenci, drama av Alberto Moravia
- Beatrix Cenci, opera av Alberto Ginastera
- Beatrice Cenci, opera av Berthold Goldschmidt
- Les Cenci (1935), drama av Antonin Artaud
- The Cenci, essä av Alexandre Dumas den äldre i Volume 1 av Celebrated Crimes

Porträttet av Beatrice Cenci av Guido Reni och legenden som kringgärdar henne har en framträdande roll i Nathaniel Hawthornes Marble Faun (1860). Porträttet och Nobels tragedi spelar även en biroll i Liza Marklunds deckare Nobels testamente (2006).
En italiensk film om hennes liv, regisserad av Lucio Fulci, spelades in 1969. 
Den kanadensiska operan Beatrice Chancy, skriven av George Elliott Clarke och James Rolfe (och inspirerad av Shelleys epos), förlade handlingen till 1800-talet i Nova Scotia.